# 82 Alkmene
82 Alkmene eller 1952 BB är en asteroid upptäckt 27 november 1864 av den tyske astronomen R. Luther i Düsseldorf. Asteroiden har fått sitt namn efter Alkmena inom grekisk mytologi.

## Måne?
Ljuskurvemätningar från 1985 föreslår att 82 Alkmene kan ha en måne. Den ska ha dimensionerna 40×25×25 km och har sin omloppsbana bara 66 km från asteroiden. Andra rapporter om exakt samma mätning ger att månen har en massa som är 18% av asteroidens och att dimensionerna är 19×13×13 km.